# Georg Guðni Hauksson
Georg Guðni Hauksson (1 de janeiro de 1961 - 18 de junho de 2011) foi um pintor de paisagens islandês.
De 1980 a 1985, Georg Guðni estudou em Reykjavík e de 1985 a 1987 na Jan Van Eyck Academie em Maastricht.
Faleceu repentinamente em junho de 2011, deixando a sua esposa, Sigrun Jónasdóttir, e cinco filhos.